# ميلتون أ. لي
ميلتون أ. لي (بالإنجليزية: Milton A. Lee)‏ هو عسكري أمريكي، ولد في 28 فبراير 1949 في شريفبورت في الولايات المتحدة، وتوفي في 26 أبريل 1968 في مطار فو باي الدولي في فيتنام.